# DNAJC11
DNAJC11‏ (DnaJ heat shock protein family (Hsp40) member C11) هوَ بروتين يُشَفر بواسطة جين DNAJC11 في الإنسان.